# ماری دکر

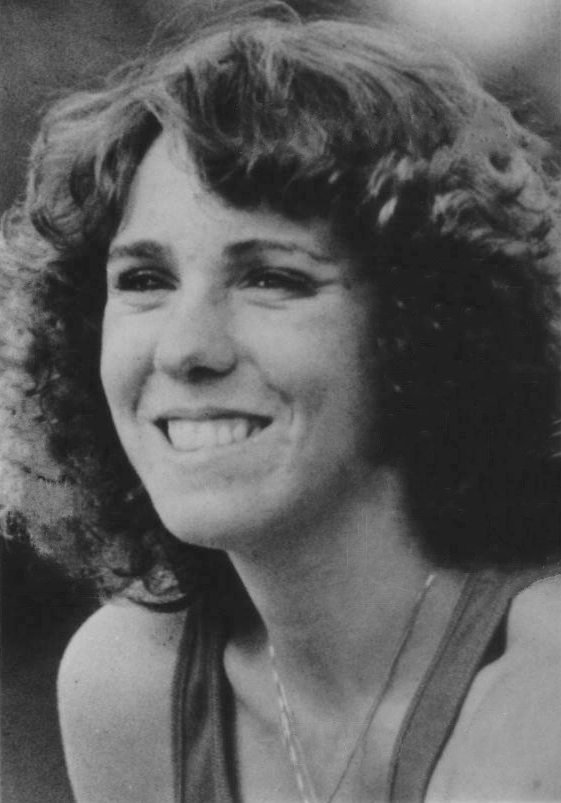
ماری دکر - ۱۹۸۲

 ماری دکر (انگلیسی: Mary Decker؛ زادهٔ ۴ اوت ۱۹۵۸) ورزشکار اهل ایالات متحده آمریکا است.
او در مسابقات جهانی ۲ مدال کسب کرده‌است.